# Bogie River
Bogie River är ett vattendrag i Australien. Det ligger i delstaten Queensland, omkring 1 000 kilometer nordväst om delstatshuvudstaden Brisbane.
Omgivningarna runt Bogie River är huvudsakligen savann. Runt Bogie River är det mycket glesbefolkat, med 2 invånare per kvadratkilometer. Genomsnittlig årsnederbörd är 834 millimeter. Den regnigaste månaden är januari, med i genomsnitt 206 mm nederbörd, och den torraste är oktober, med 5 mm nederbörd.